# 西来镇 (靖江市)
西来镇，是中华人民共和国江苏省泰州市靖江市下辖的一个乡镇级行政单位。

## 行政区划
西来镇下辖以下地区：
西来社区、土桥社区、丰产村、义兴村、普福村、东来村、赵家村、西来村、见龙村、敦义村、东升村、桐村、泥桥村、永胜村、封家村、郁家村、龙华村和龙飞村。